# Prats-de-Sournia
Prats-de-Sournia [pʁat͡s də suʁnja]  est une commune française, située dans le nord du département des Pyrénées-Orientales en région Occitanie. Ses habitants sont appelés les Pratséens. Sur le plan historique et culturel, la commune est dans le Fenouillèdes, une dépression allongée entre les Corbières et les massifs pyrénéens recouvrant la presque totalité du bassin de l'Agly.
Exposée à un climat océanique altéré, elle est drainée par la Desix et par un autre cours d'eau. La commune possède un patrimoine naturel remarquable : un site Natura 2000 (les « sites à chiroptères des Pyrénées-Orientales ») et deux zones naturelles d'intérêt écologique, faunistique et floristique.
Prats-de-Sournia est une commune rurale qui compte 77 habitants en 2022, après avoir connu un pic de population de 337 habitants en 1856.  Ses habitants sont appelés les Pratséens ou  Pratséennes.

## Géographie

### Localisation
La commune de Prats-de-Sournia se trouve dans le département des Pyrénées-Orientales, en région Occitanie.
Elle se situe à 36 km à vol d'oiseau de Perpignan, préfecture du département, à 14 km de Prades, sous-préfecture, et à 34 km de Rivesaltes, bureau centralisateur du canton de la Vallée de l'Agly dont dépend la commune depuis 2015 pour les élections départementales.
La commune fait en outre partie du bassin de vie d'Ille-sur-Têt.
Les communes les plus proches sont : 
Pézilla-de-Conflent (1,9 km), Sournia (2,3 km), Feilluns (2,7 km), Le Vivier (3,1 km), Campoussy (3,8 km), Saint-Martin-de-Fenouillet (4,7 km), Vira (4,8 km), Trilla (4,8 km).
Sur le plan historique et culturel, Prats-de-Sournia fait partie du Fenouillèdes, une dépression allongée entre les Corbières et les massifs pyrénéens recouvrant la presque totalité du bassin de l'Agly. Ce territoire est culturellement une zone de langue occitane.

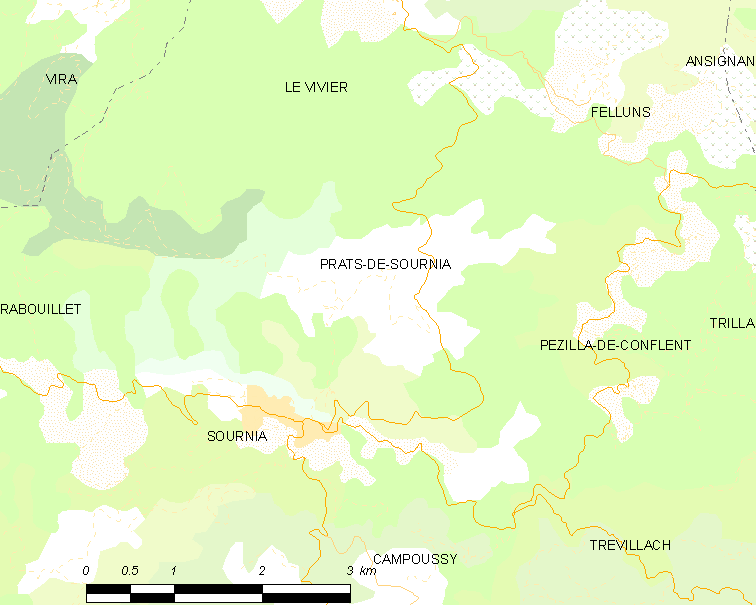
Situation de Prats-de-Sournia.

| Le Vivier |                  | Feilluns            |
|           | Prats-de-Sournia | Pézilla-de-Conflent |
| Sournia   |                  | Trévillach          |

### Géologie et relief

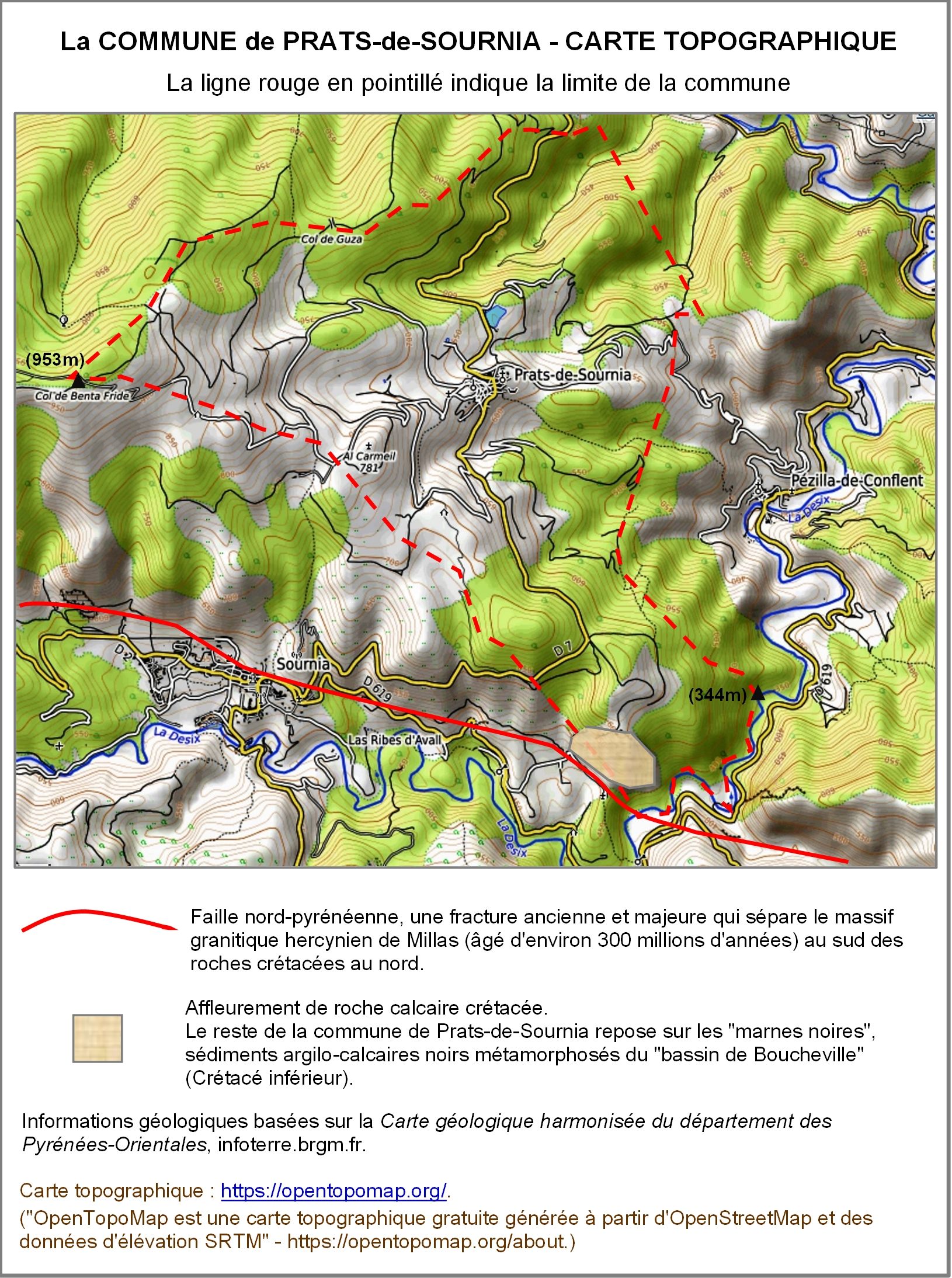

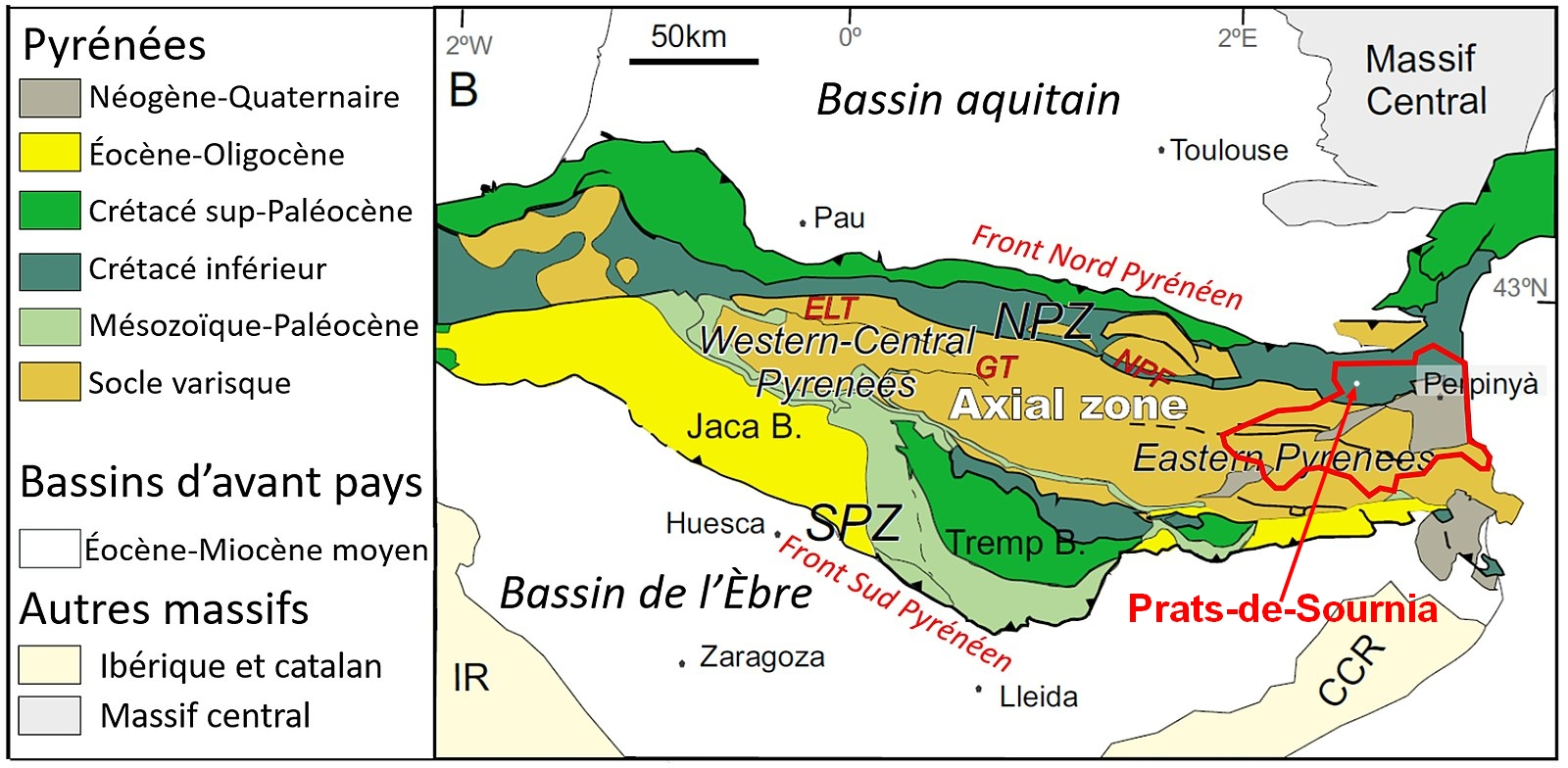
Prats-de-Sournia : situation. (NPF: Faille Nord-Pyrénéenne; NPZ: Zone Nord-Pyrénéenne)

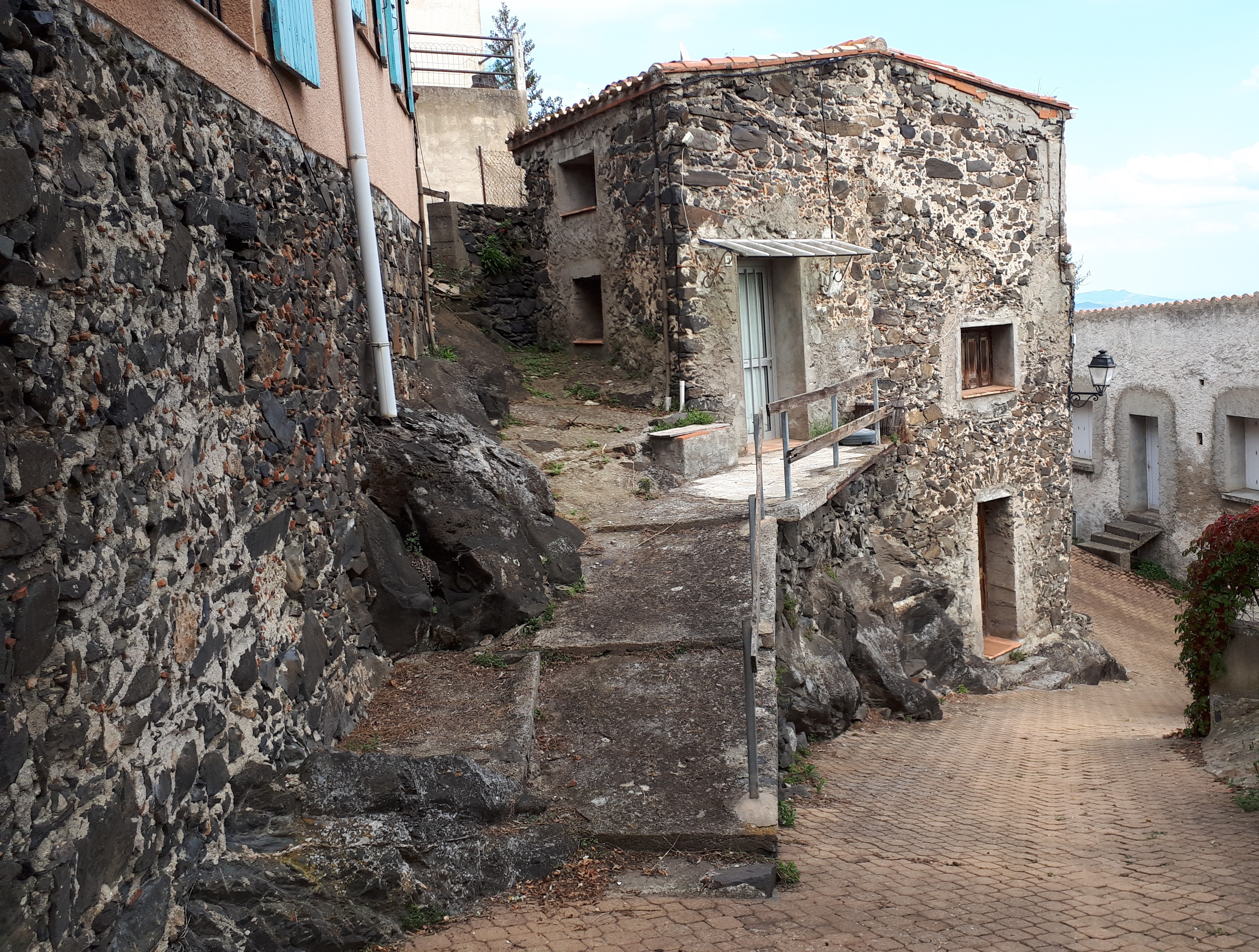
La marne noire dans le village de Prats-de-Sournia

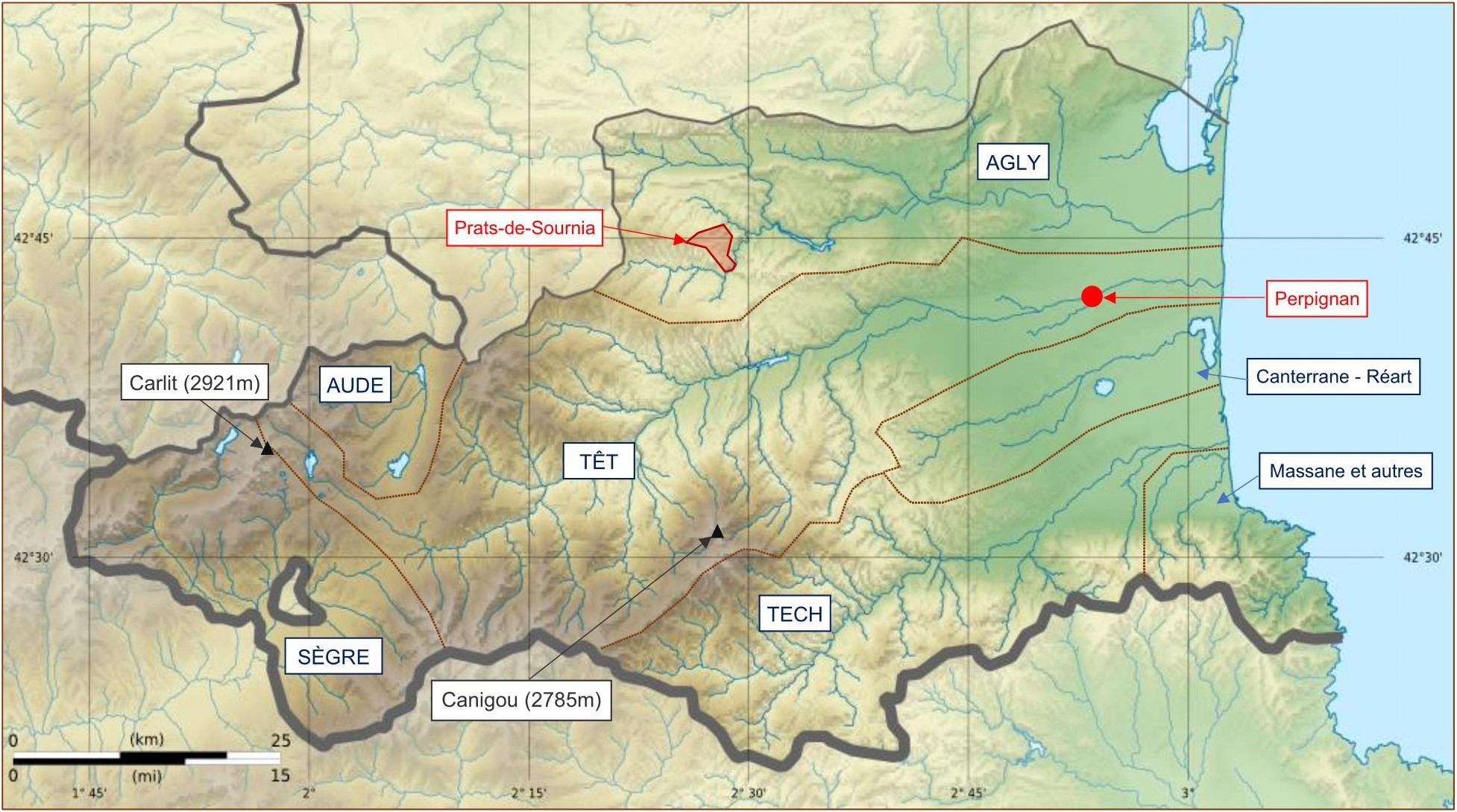
Prats-de-Sournia sur une carte topographiqe des Pyrénées-Orientales.

Selon la carte géologique harmonisée du département, la commune de Prats-de-Sournia est presque entièrement sous-tendue de "marnes noires". Il s'agit de sédiments argilo-calcaires noirs déposés dans un bassin marin (le "bassin de Boucheville") il y a environ 100 millions d'années (Crétacé inférieur). Ils ont été métamorphosés à haute température plus tard dans la Crétacé. Le métamorphisme a rendu la roche particulièrement dure. Cette roche sombre et dure a un aspect de lave, mais, contrairement à celle-ci, elle n'est pas d'origine volcanique. La roche est utilisée dans plusieurs constructions du village, comme la tour à signaux.
Dans l'angle sud-est de la commune, on trouve un affleurement de roche calcaire crétacée.
Ce coin de la commune touche également la faille nord-pyrénéenne, une fracture ancienne et majeure qui sépare le massif granitique hercynien de Millas (âgé d'environ 300 millions d'années) au sud des roches crétacées au nord. Cette faille suit approximativement le tracé de la route D619-D2 entre Sournia et Trevillach.
Les roches de la commune ont été très déformées pendant la période de construction de la chaine pyrénéenne, il y a environ 60 millions d'années (Eocène). La commune se trouve dans la zone nord-pyrénéenne de la chaîne des Pyrénées (c'est-à-dire la partie de la chaîne qui se trouve au nord de la faille nord-pyrénéenne).
Le point culminant de Prats-de-Sournia (le Col de Benta Fride, à l'extrême ouest de la commune) est à 953 mètres d'altitude. Le point le plus bas (dans la vallée de la Desix, vers l'extrémité sud-est de la commune) est à 330 mètres. Le terrain est partout vallonné. Depuis les hauts versants de la commune, les vallées se drainent vers le nord et l'est. Elles sont souvent encaissées et elles contiennent des sources du bassin versant de l'Agly.
L'affleurement calcaire situé dans l'angle sud-est de la commune présente une falaise impressionnante.

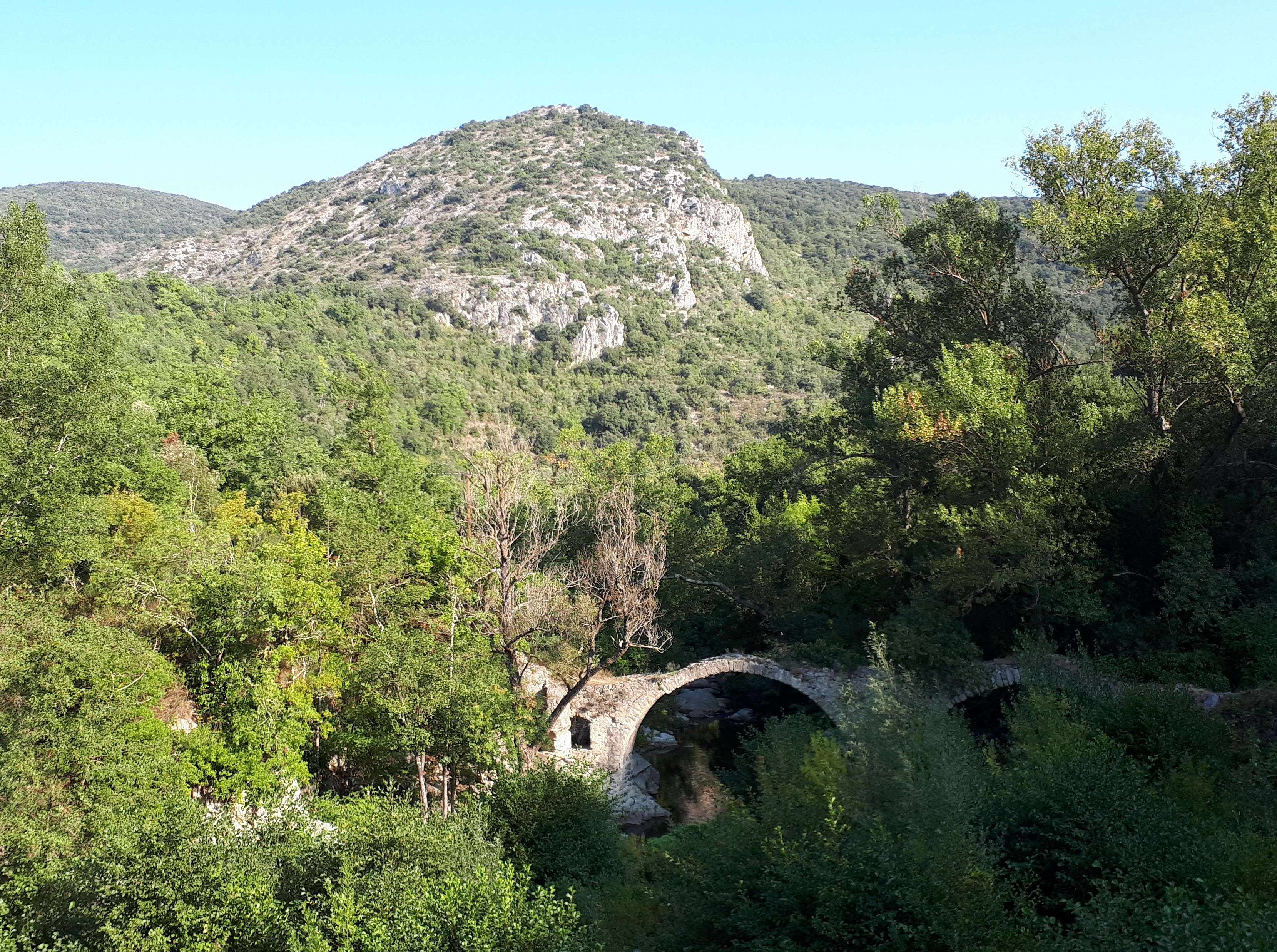
Affleurement de "calcaire urgonien" (commune de Prats-de-Sournia).

La commune est classée en zone de sismicité 3, correspondant à une sismicité modérée,.

### Hydrographie

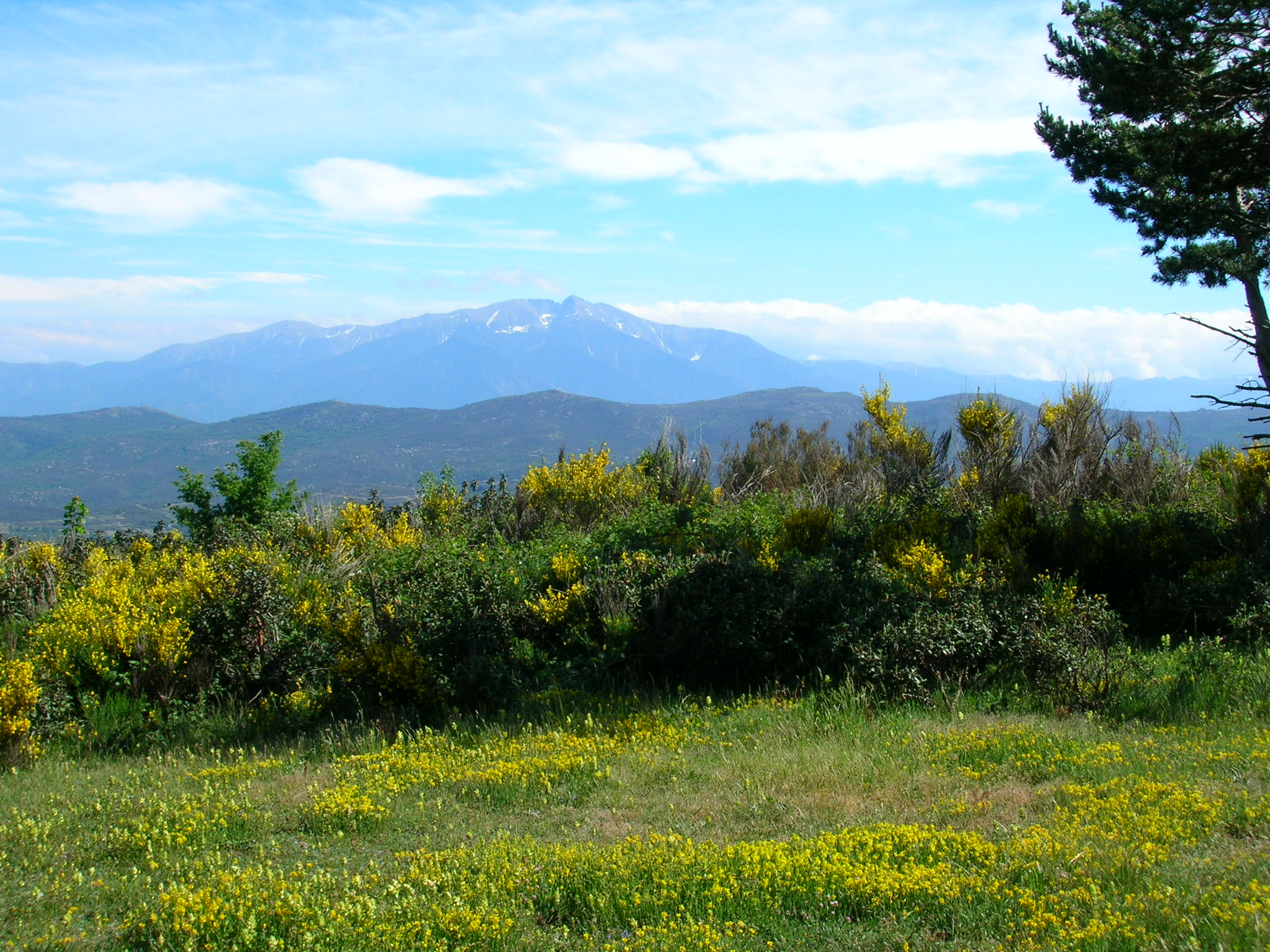
Le Canigou depuis les environs du village

### Climat
Pour des articles plus généraux, voir Climat de l'Occitanie et Climat des Pyrénées-Orientales.
En 2010, le climat de la commune est de type climat méditerranéen altéré, selon une étude du CNRS s'appuyant sur une série de données couvrant la période 1971-2000. En 2020, Météo-France publie une typologie des climats de la France métropolitaine dans laquelle la commune est exposée à un climat de montagne ou de marges de montagne et est dans la région climatique Pyrénées orientales, caractérisée par une faible pluviométrie, un très bon ensoleillement (2 600 h/an), un air sec, particulièrement en hiver et peu de brouillards.
Pour la période 1971-2000, la température annuelle moyenne est de 12,2 °C, avec une amplitude thermique annuelle de 14,8 °C. Le cumul annuel moyen de précipitations est de 797 mm, avec 7,5 jours de précipitations en janvier et 4,6 jours en juillet. Pour la période 1991-2020, la température moyenne annuelle observée sur la station météorologique la plus proche, située sur la commune de Saint-Paul-de-Fenouillet à 8 km à vol d'oiseau, est de 14,7 °C et le cumul annuel moyen de précipitations est de 765,9 mm,. Pour l'avenir, les paramètres climatiques de la commune estimés pour 2050 selon différents scénarios d’émission de gaz à effet de serre sont consultables sur un site dédié publié par Météo-France en novembre 2022.

### Milieux naturels et biodiversité

#### Réseau Natura 2000

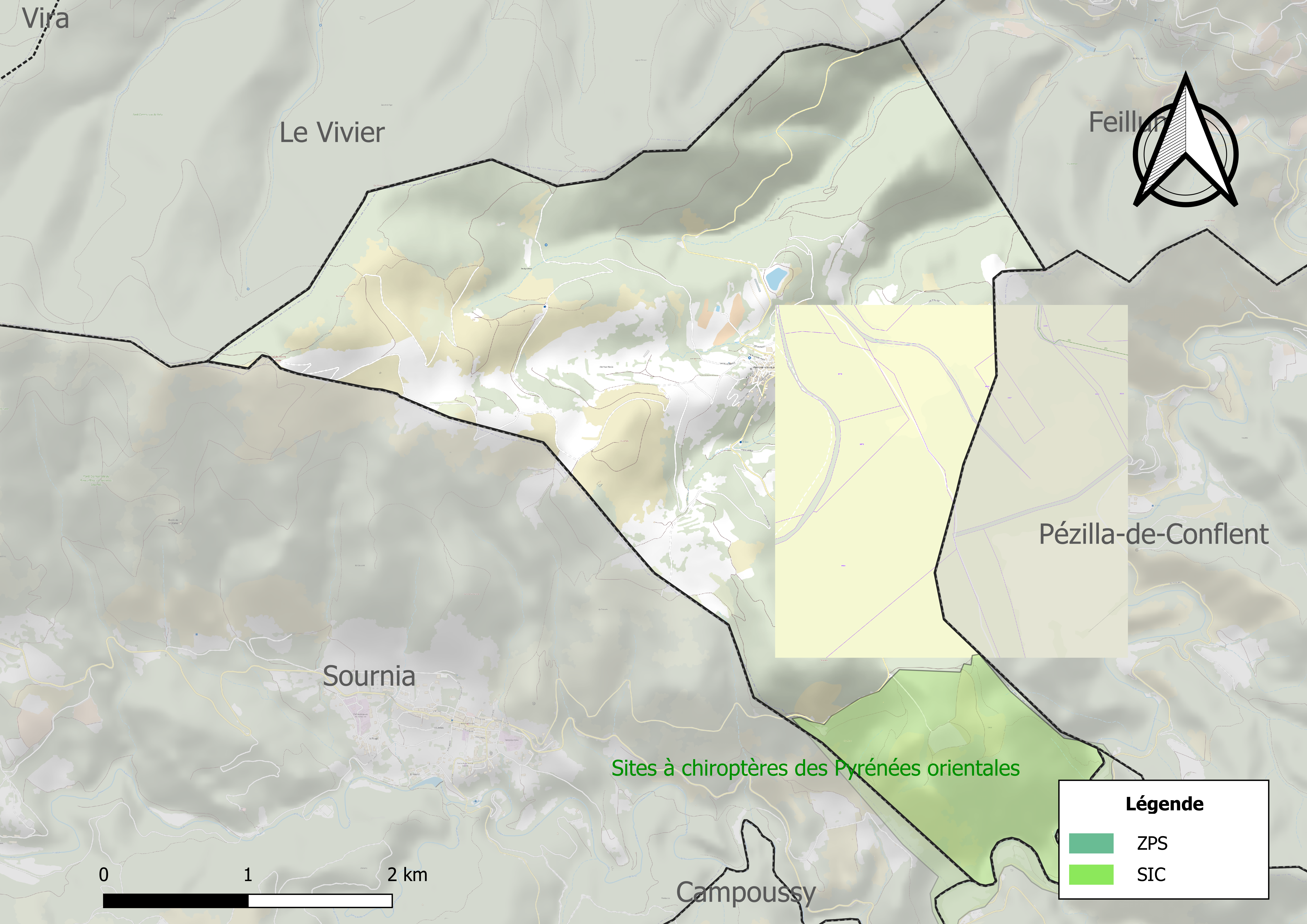
Site Natura 2000 sur le territoire communal.

Le réseau Natura 2000 est un réseau écologique européen de sites naturels d'intérêt écologique élaboré à partir des directives habitats et oiseaux, constitué de zones spéciales de conservation (ZSC) et de zones de protection spéciale (ZPS).
Un site Natura 2000 a été défini sur la commune au titre de la directive habitats : les « sites à chiroptères des Pyrénées-Orientales », d'une superficie de 2 437 ha, abritent  d'importantes colonies d'espèces de chauves-souris d'intérêt communautaire.

#### Zones naturelles d'intérêt écologique, faunistique et floristique
L’inventaire des zones naturelles d'intérêt écologique, faunistique et floristique (ZNIEFF) a pour objectif de réaliser une couverture des zones les plus intéressantes sur le plan écologique, essentiellement dans la perspective d’améliorer la connaissance du patrimoine naturel national et de fournir aux différents décideurs un outil d’aide à la prise en compte de l’environnement dans l’aménagement du territoire.
Une ZNIEFF de type 1 est recensée sur la commune :
les « garrigues de Sournia et grotte du Desix » (731 ha), couvrant 4 communes du département et une ZNIEFF de type 2, : 
le « massif du Fenouillèdes » (34 157 ha), couvrant 40 communes dont une dans l'Aude et 39 dans les Pyrénées-Orientales.

Carte des ZNIEFF de type 1 et 2 à Prats-de-Sournia.
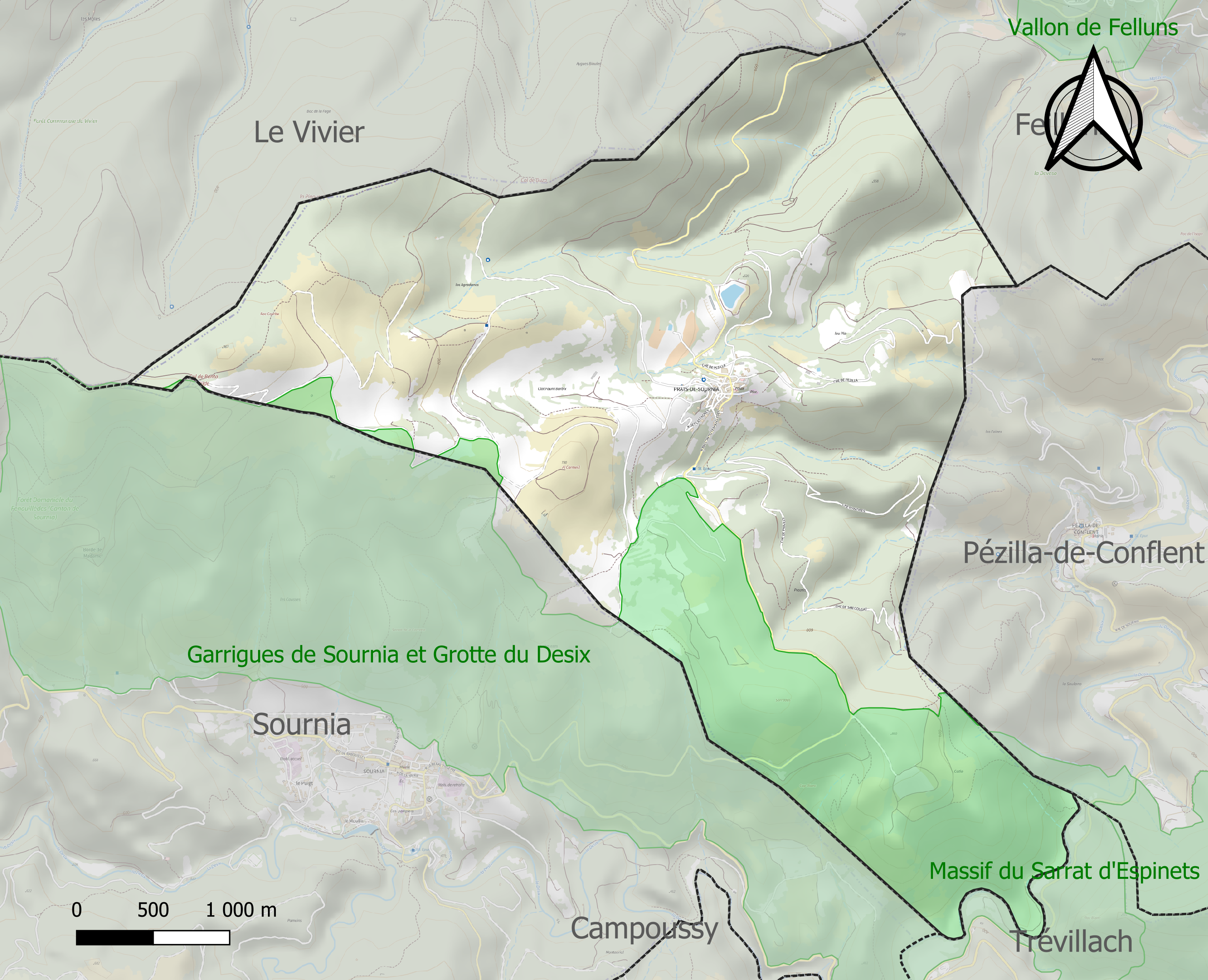
Carte de la ZNIEFF de type 1 sur la commune.
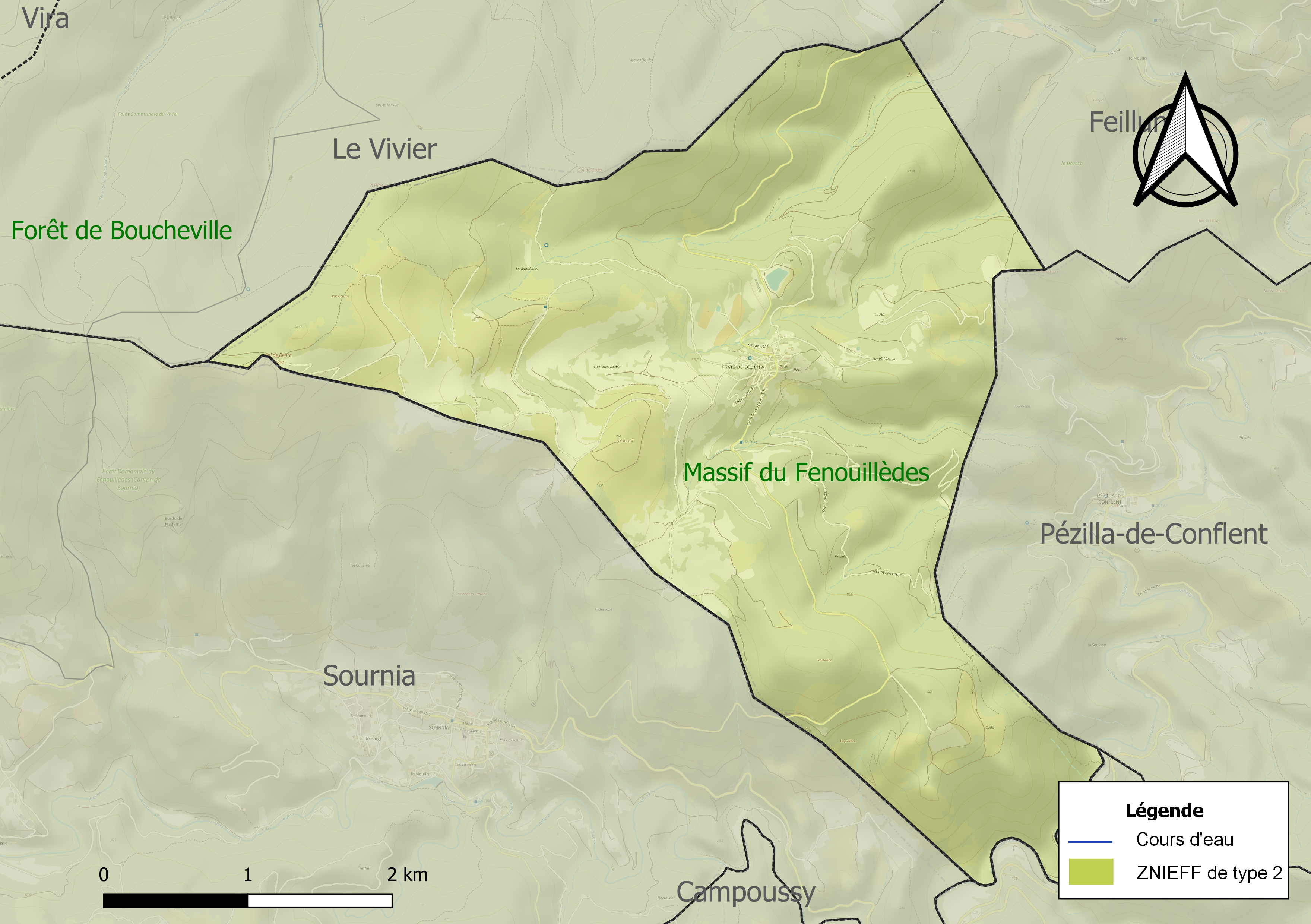
Carte de la ZNIEFF de type 2 sur la commune.

## Urbanisme

### Typologie
Au 1er janvier 2024, Prats-de-Sournia est catégorisée commune rurale à habitat très dispersé, selon la nouvelle grille communale de densité à sept niveaux définie par l'Insee en 2022.
Elle est située hors unité urbaine et hors attraction des villes,.

### Occupation des sols
L'occupation des sols de la commune, telle qu'elle ressort de la base de données européenne d’occupation biophysique des sols Corine Land Cover (CLC), est marquée par l'importance des forêts et milieux semi-naturels (80 % en 2018), en augmentation par rapport à 1990 (64,5 %). La répartition détaillée en 2018 est la suivante : 
forêts (68,3 %), prairies (16,5 %), milieux à végétation arbustive et/ou herbacée (11,6 %), zones agricoles hétérogènes (3,5 %). L'évolution de l’occupation des sols de la commune et de ses infrastructures peut être observée sur les différentes représentations cartographiques du territoire : la carte de Cassini (XVIIIe siècle), la carte d'état-major (1820-1866) et les cartes ou photos aériennes de l'IGN pour la période actuelle (1950 à aujourd'hui).

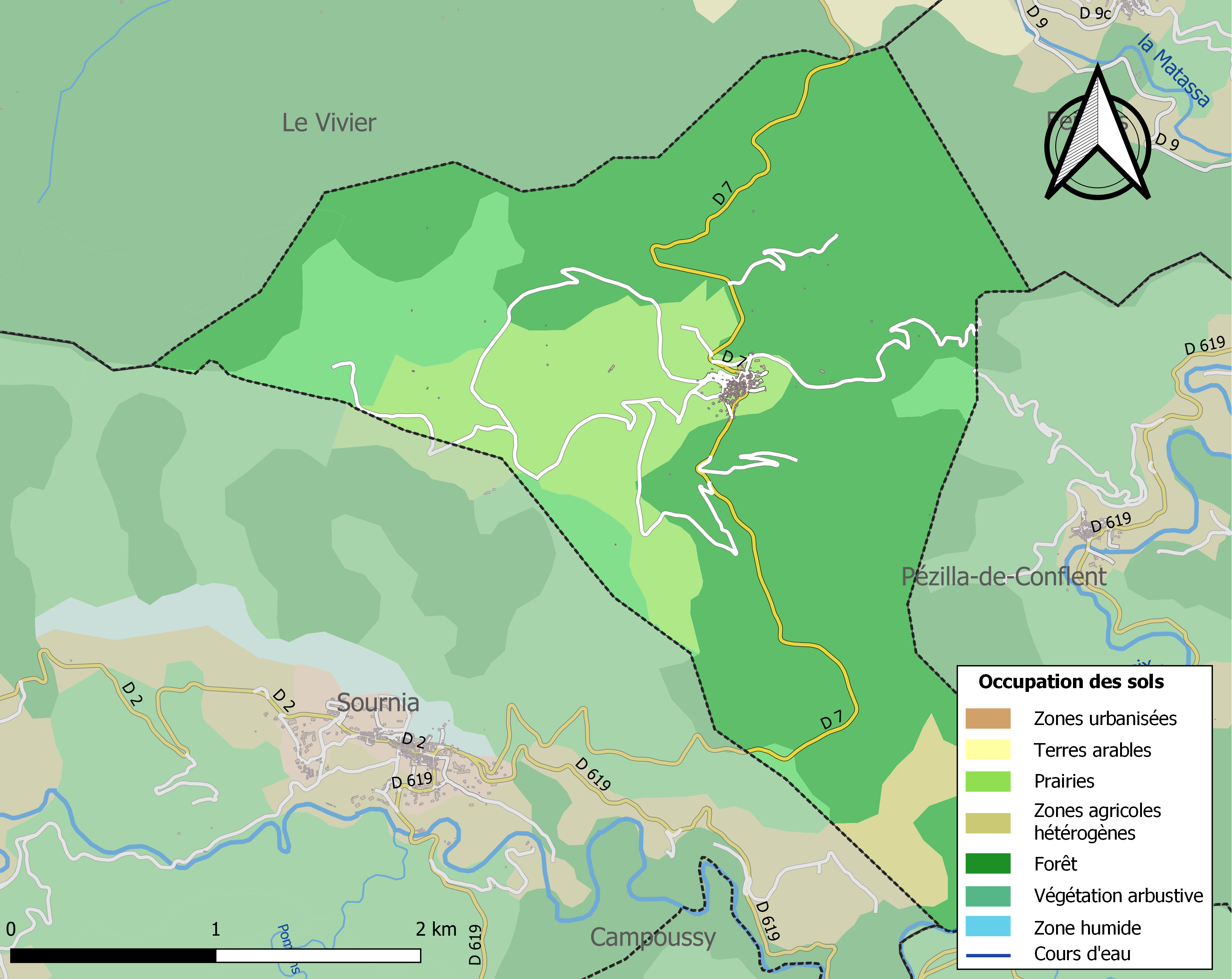
Carte des infrastructures et de l'occupation des sols de la commune en 2018 (CLC).

### Risques majeurs
Le territoire de la commune de Prats-de-Sournia est vulnérable à différents aléas naturels : inondations, climatiques (grand froid ou canicule), feux de forêts, mouvements de terrains et séisme (sismicité modérée),.
Certaines parties du territoire communal sont susceptibles d’être affectées par le risque d’inondation par crue torrentielle de cours d'eau du bassin de l'Agly.
Les mouvements de terrains susceptibles de se produire sur la commune sont soit des glissements de terrains, soit des chutes de blocs, soit des effondrements liés à des cavités souterraines.. L'inventaire national des cavités souterraines permet par ailleurs de localiser celles situées sur la commune

## Toponymie
La commune de Prats devient Prats-de-Sournia en 1933.
Le nom de la commune est en occitan Prats de Sornhan et en catalan Prats de Sornià.

## Histoire

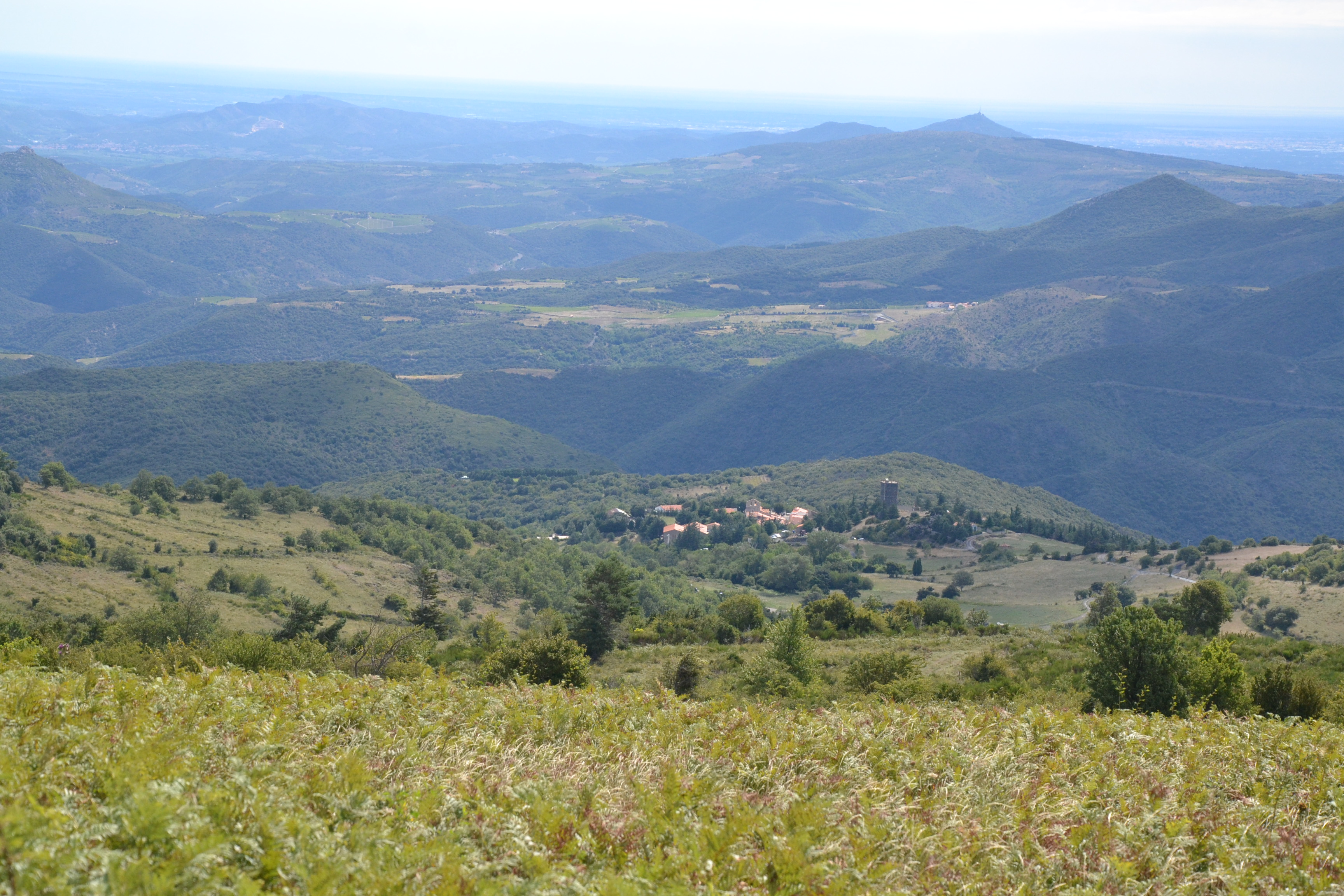
Le village et le Fenouillèdes.

Bien que son nom actuel le laisse présager, Prats-de-Sournia ne fut pas à l'origine une dépendance de Sournia, étant au contraire une communauté ancienne, qui englobait les territoires de Pézilla-de-Conflent et de Trilla. En 934 "Prats en Fenouillet" est mentionnée dans une charte de donation de l'abbaye de Saint-Martin-Lys. L'église saint-Félix est citée en 988. Au Moyen-Âge, le territoire de Prats fait partie de la vicomté de Fenouillèdes.

## Politique et administration

### Canton
La commune est incluse en 1793 dans le canton de Sournia. À la suite du redécoupage cantonal de 2014, elle intègre le canton de la Vallée de l'Agly.

### Administration municipale
Le 1er janvier 2014, la commune de Prats-de-Sournia intègre la Communauté de communes Agly Fenouillèdes.

### Liste des maires
| Période   | Période   | Identité         | Étiquette | Qualité |
| --------- | --------- | ---------------- | --------- | ------- |
|           |           |                  |           |         |
| mars 2001 | mars 2008 | Jean Calvet      |           |         |
| mars 2008 | En cours  | Gilles Deulofeu, |           |         |

## Population et société

### Démographie ancienne
La population est exprimée en nombre de feux (f) ou d'habitants (H).
| 1693 | 1709  | 1720  | 1774 | 1788 | 1789 |
| ---- | ----- | ----- | ---- | ---- | ---- |
| 41 f | 106 f | 106 f | 46 f | 56 H | 47 f |

### Démographie contemporaine
L'évolution du nombre d'habitants est connue à travers les recensements de la population effectués dans la commune depuis 1793. Pour les communes de moins de 10 000 habitants, une enquête de recensement portant sur toute la population est réalisée tous les cinq ans, les populations de référence des années intermédiaires étant quant à elles estimées par interpolation ou extrapolation. Pour la commune, le premier recensement exhaustif entrant dans le cadre du nouveau dispositif a été réalisé en 2005.

En 2022, la commune comptait 77 habitants, en stagnation par rapport à 2016 (Pyrénées-Orientales : +3,92 %, France hors Mayotte : +2,11 %).
| 1793 | 1800 | 1806 | 1821 | 1831 | 1836 | 1841 | 1846 | 1851 |
| ---- | ---- | ---- | ---- | ---- | ---- | ---- | ---- | ---- |
| 255  | 217  | 248  | 237  | 304  | 310  | 330  | 304  | 323  |

| 1856 | 1861 | 1866 | 1872 | 1876 | 1881 | 1886 | 1891 | 1896 |
| ---- | ---- | ---- | ---- | ---- | ---- | ---- | ---- | ---- |
| 337  | 315  | 285  | 300  | 283  | 290  | 280  | 266  | 275  |

| 1901 | 1906 | 1911 | 1921 | 1926 | 1931 | 1936 | 1946 | 1954 |
| ---- | ---- | ---- | ---- | ---- | ---- | ---- | ---- | ---- |
| 278  | 280  | 259  | 208  | 187  | 195  | 187  | 157  | 132  |

| 1962 | 1968 | 1975 | 1982 | 1990 | 1999 | 2005 | 2006 | 2010 |
| ---- | ---- | ---- | ---- | ---- | ---- | ---- | ---- | ---- |
| 126  | 113  | 104  | 87   | 58   | 58   | 70   | 71   | 74   |

| 2015 | 2020 | 2022 | - | - | - | - | - | - |
| ---- | ---- | ---- | - | - | - | - | - | - |
| 76   | 78   | 77   | - | - | - | - | - | - |

| selon la population municipale des années : | 1968 | 1975 | 1982 | 1990 | 1999 | 2006 | 2009 | 2013 |
| Rang de la commune dans le département      | 169  | 149  | 159  | 199  | 192  | 192  | 192  | 192  |
| Nombre de communes du département           | 232  | 217  | 220  | 225  | 226  | 226  | 226  | 226  |

### Manifestations culturelles et festivités
- Fête patronale : 25 juillet[42] ;
- Fête communale : dernier dimanche d'août[42].

## Économie

### Emploi
|                | 2008   | 2013   | 2018   |
| -------------- | ------ | ------ | ------ |
| Commune        | 5,1 %  | 19 %   | 11,9 % |
| Département    | 10,3 % | 12,9 % | 13,3 % |
| France entière | 8,3 %  | 10 %   | 10 %   |

En 2018, la population âgée de 15 à 64 ans s'élève à 42 personnes, parmi lesquelles on compte 81 % d'actifs (69 % ayant un emploi et 11,9 % de chômeurs) et 19 % d'inactifs,. En  2018, le taux de chômage communal (au sens du recensement) des 15-64 ans est inférieur à celui du département, mais supérieur à celui de la France, alors qu'en 2008 il était inférieur à celui de la France.
La commune est hors attraction des villes,. Elle compte 11 emplois en 2018, contre 12 en 2013 et 11 en 2008. Le nombre d'actifs ayant un emploi résidant dans la commune est de 29, soit un indicateur de concentration d'emploi de 37,9 % et un taux d'activité parmi les 15 ans ou plus de 44,7 %.
Sur ces 29 actifs de 15 ans ou plus ayant un emploi, 11 travaillent dans la commune, soit 38 % des habitants. Pour se rendre au travail, 62,1 % des habitants utilisent un véhicule personnel ou de fonction à quatre roues, 10,3 % s'y rendent en deux-roues, à vélo ou à pied et 27,6 % n'ont pas besoin de transport (travail au domicile).

### Activités hors agriculture
8 établissements sont implantés  à Prats-de-Sournia au 31 décembre 2019.
Le secteur des autres activités de services est prépondérant sur la commune puisqu'il représente 37,5 % du nombre total d'établissements de la commune (3 sur les 8 entreprises implantées  à Prats-de-Sournia), contre 8,5 % au niveau départemental.

### Agriculture
|               | 1988 | 2000 | 2010 | 2020 |
| ------------- | ---- | ---- | ---- | ---- |
| Exploitations | 15   | 11   | 4    | 2    |
| SAU (ha)      | 129  | 278  | 159  | 137  |

La commune est dans les Fenouillèdes », une petite région agricole occupant le nord-ouest  du département des Pyrénées-Orientales. En 2020, l'orientation technico-économique de l'agriculture  sur la commune est la polyculture et/ou le polyélevage. Deux exploitations agricoles ayant leur siège dans la commune sont dénombrées lors du recensement agricole de 2020 (15 en 1988). La superficie agricole utilisée est de 137 ha,,.

## Culture locale et patrimoine

### Monuments et lieux touristiques
- Tour de Prats-de-Sournia du XIIe siècle.
- Église Saint-Cucuphat de Prats-de-Sournia.
- Église Saint-Félix de Prats-de-Sournia.
- Croix du Calmeil.

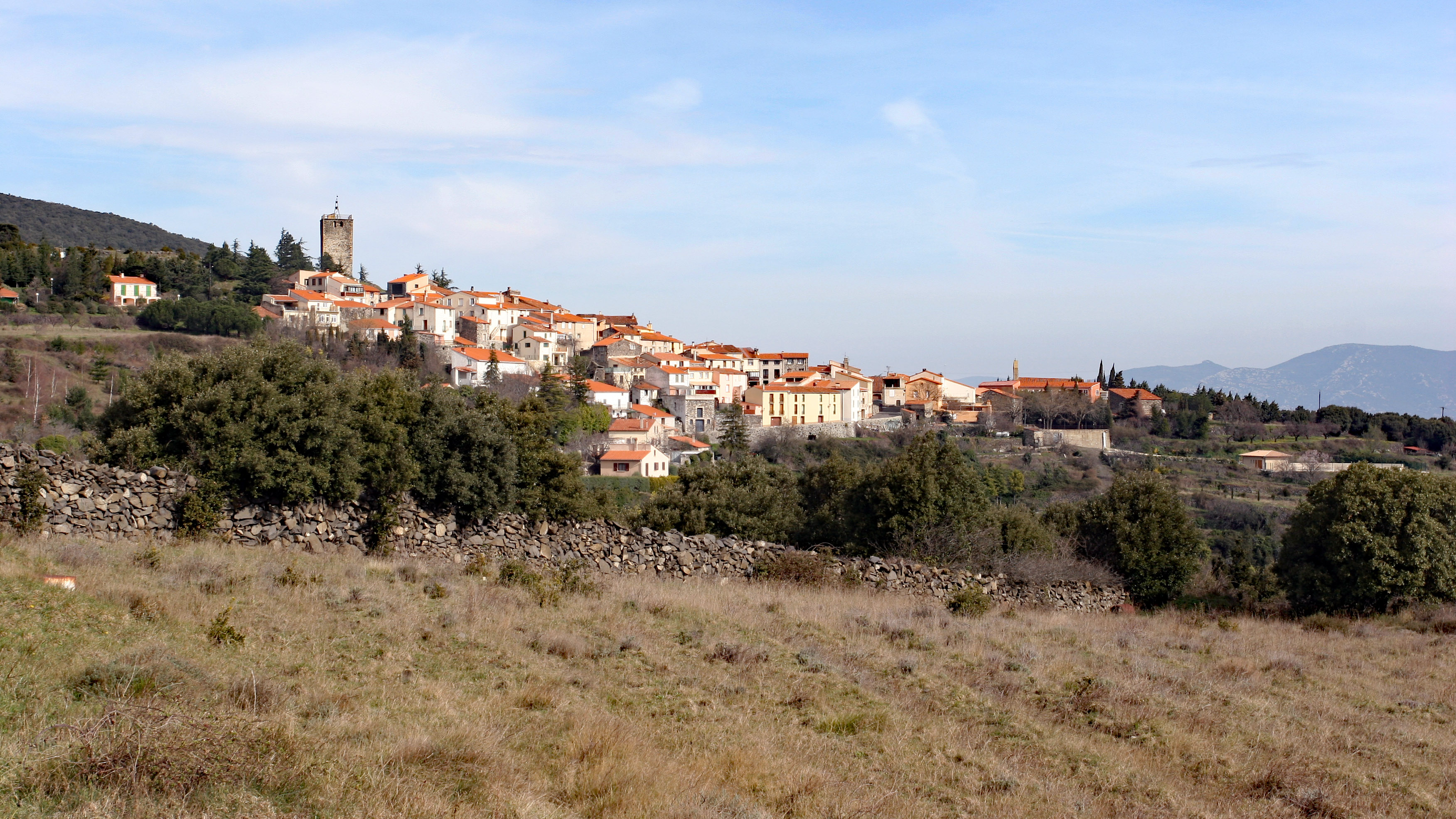
Le village vu du sud-ouest
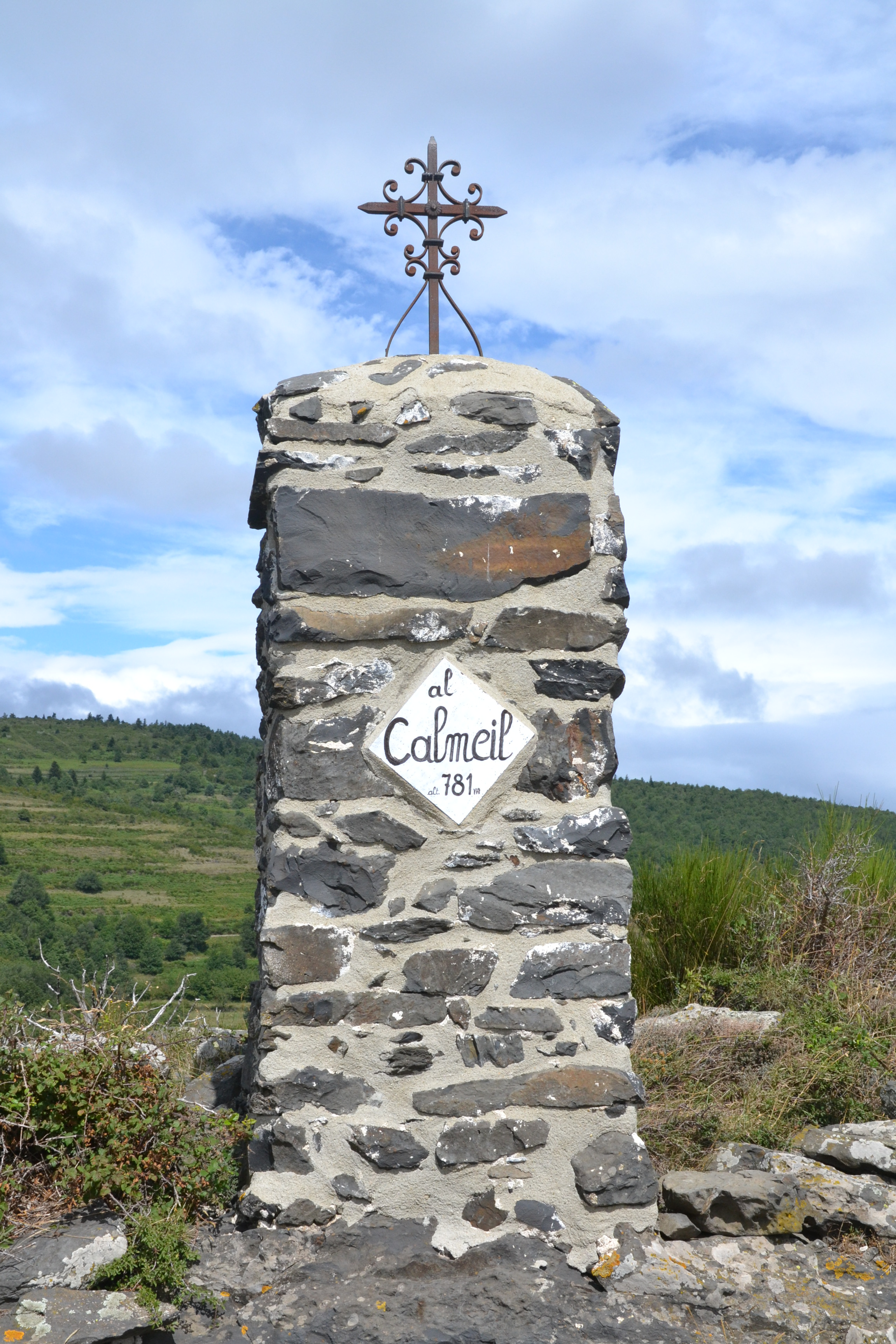
La croix
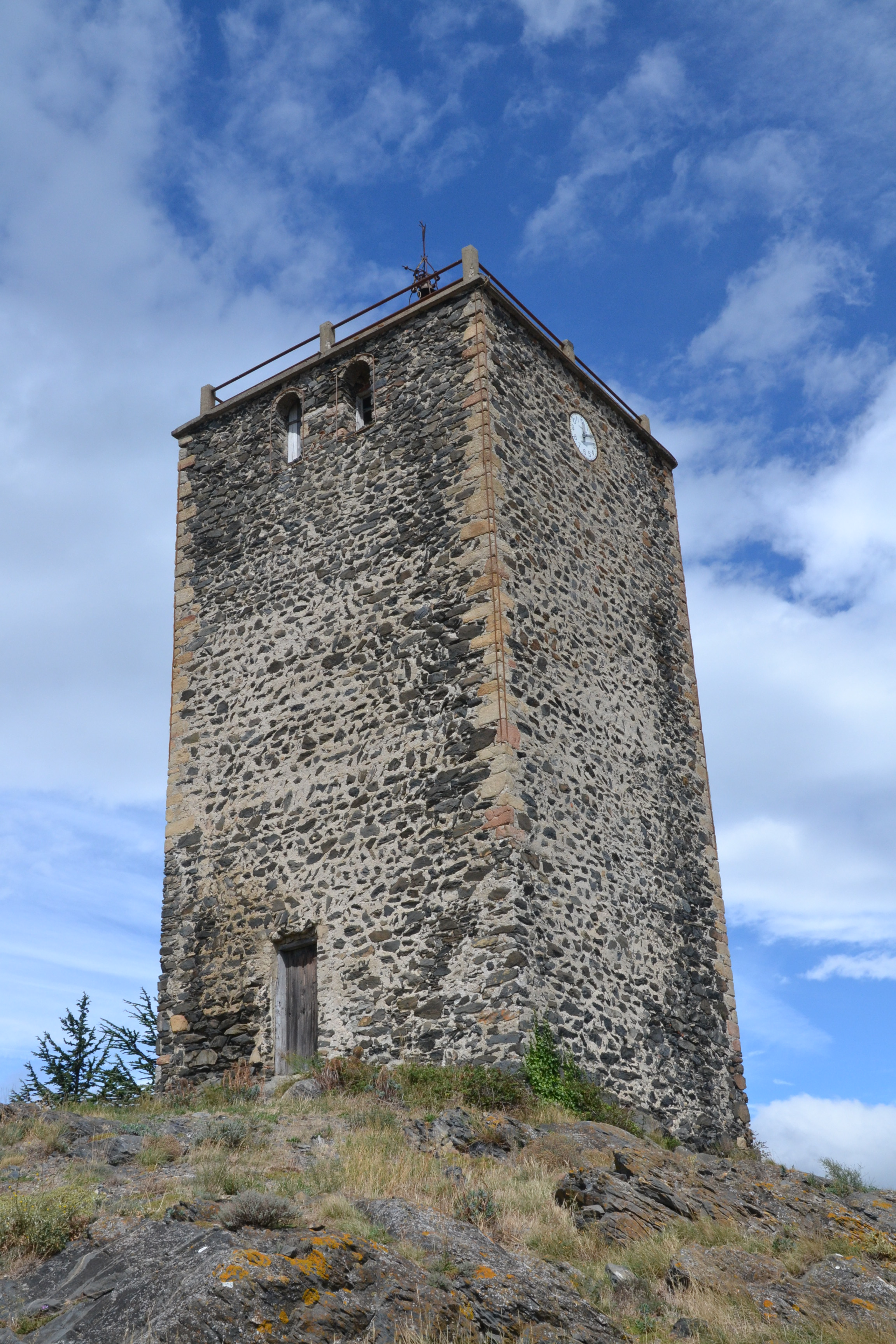
Tour à signaux
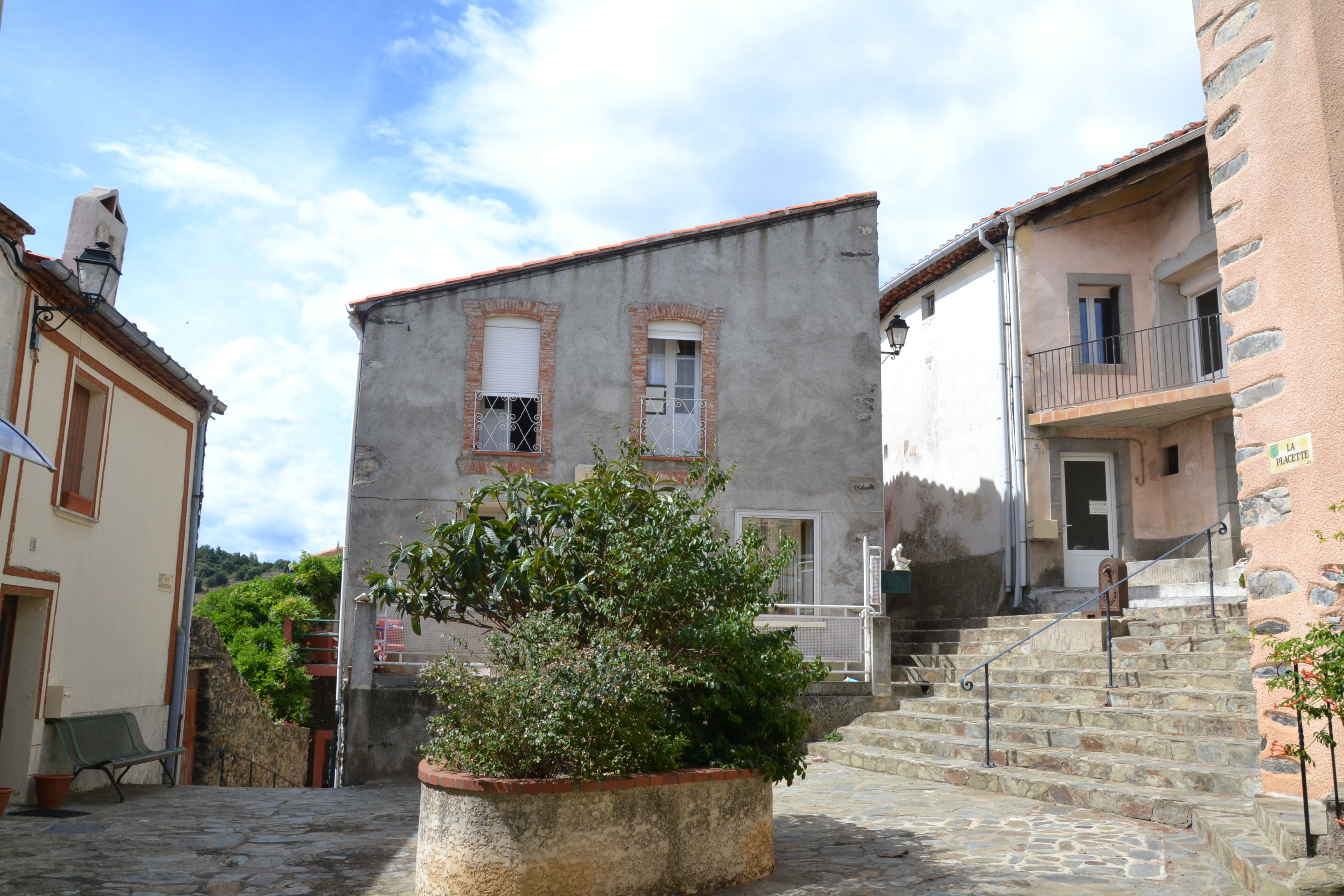
Placette
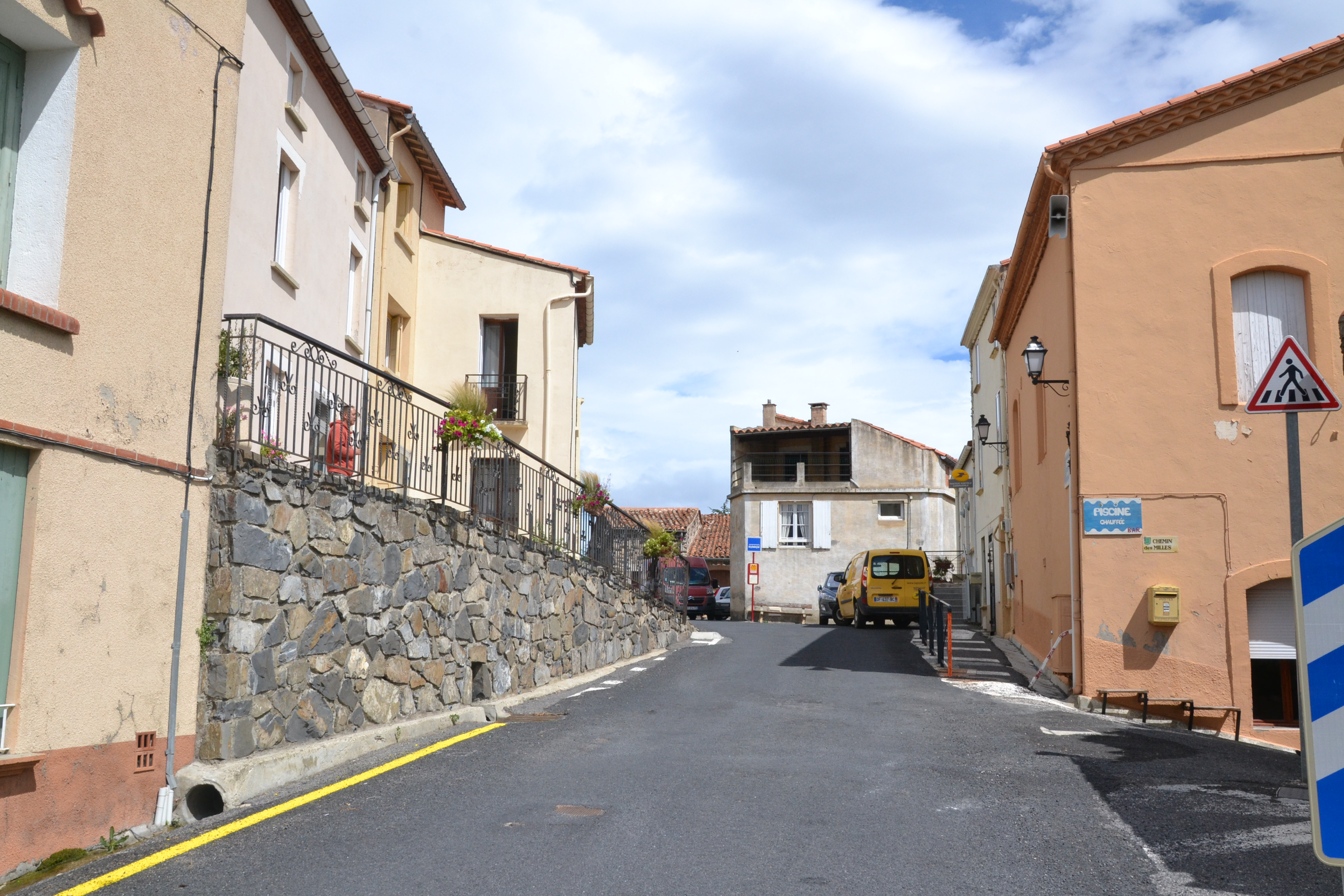
Rue principale
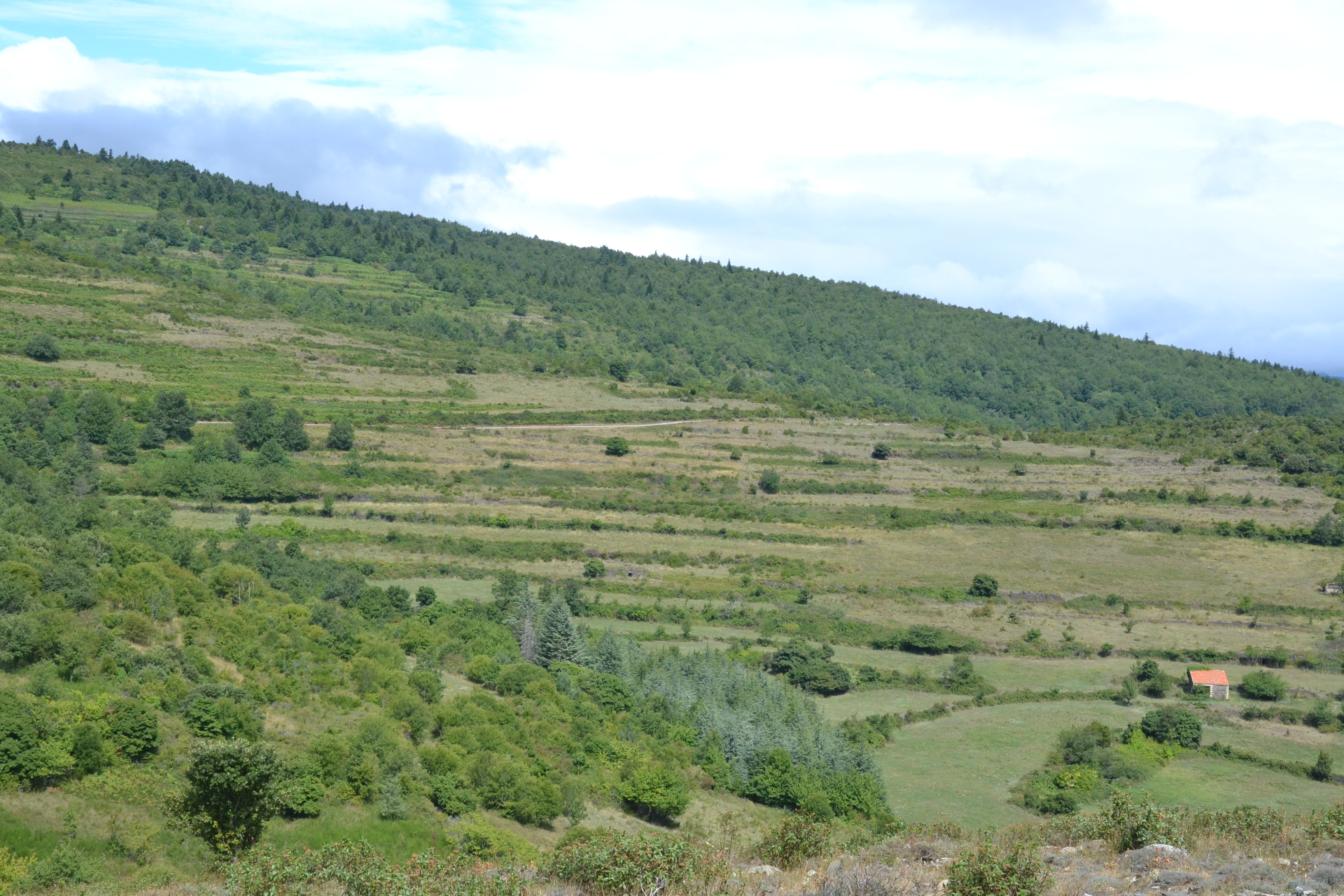
Anciennes terrasses
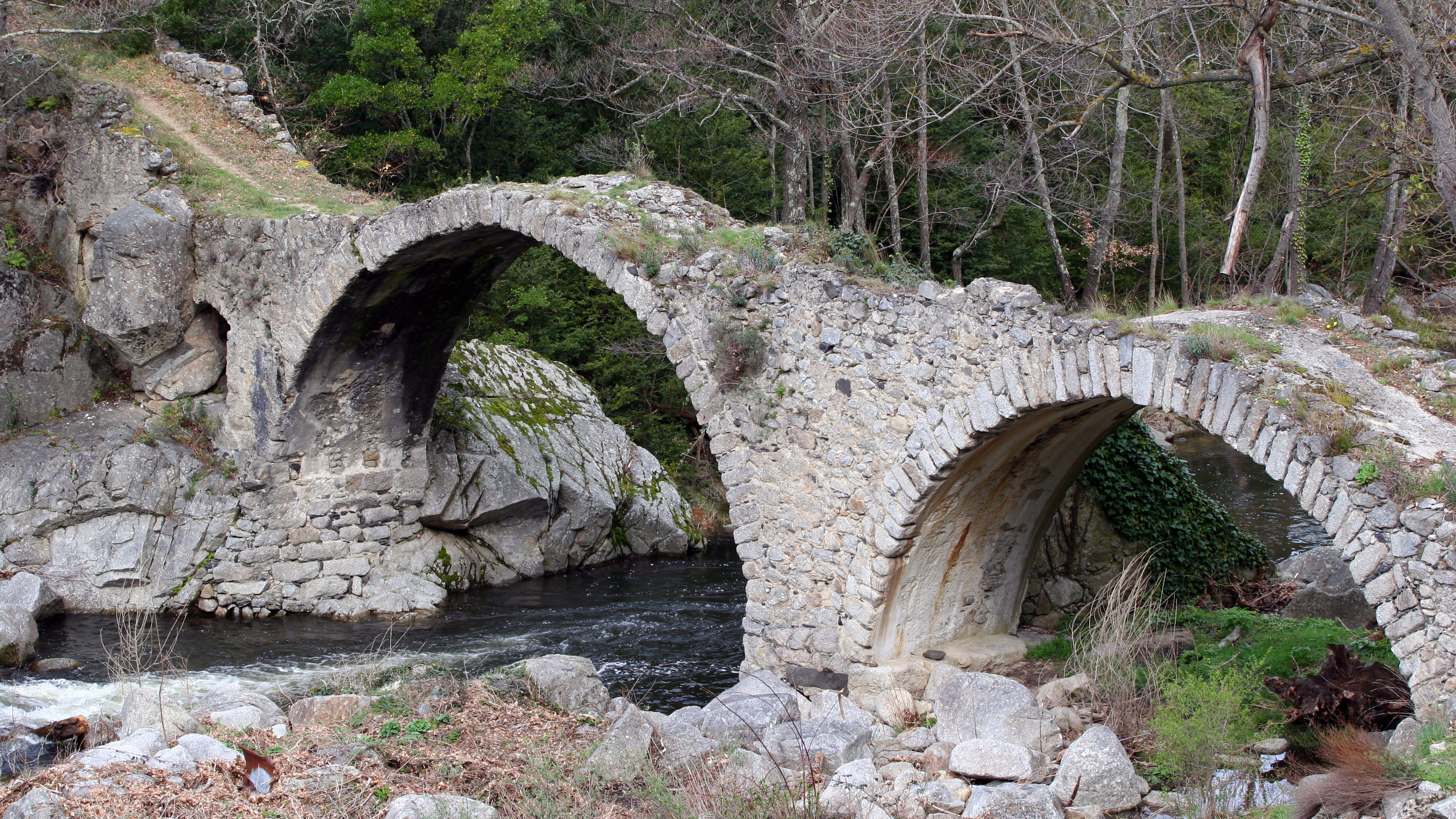
Pont médiéval.

### Héraldique
| Blason de Prats-de-Sournia | Blason  | De sinople à un orle d'argent.                   |
| Blason de Prats-de-Sournia | Détails | Le statut officiel du blason reste à déterminer. |